# Urząd Schlei-Ostsee
Urząd Schlei-Ostsee (niem. Amt Schlei-Ostsee) – urząd w Niemczech w kraju związkowym Szlezwik-Holsztyn, w powiecie Rendsburg-Eckernförde. Siedziba urzędu znajduje się w mieście Eckernförde.
W skład urzędu wchodzi 19 gmin:
1. Altenhof
2. Barkelsby
3. Brodersby
4. Damp
5. Dörphof
6. Fleckeby
7. Gammelby
8. Goosefeld
9. Güby
10. Holzdorf
11. Hummelfeld
12. Karby
13. Kosel
14. Loose
15. Rieseby
16. Thumby
17. Waabs
18. Windeby
19. Winnemark